# 棒棒糖

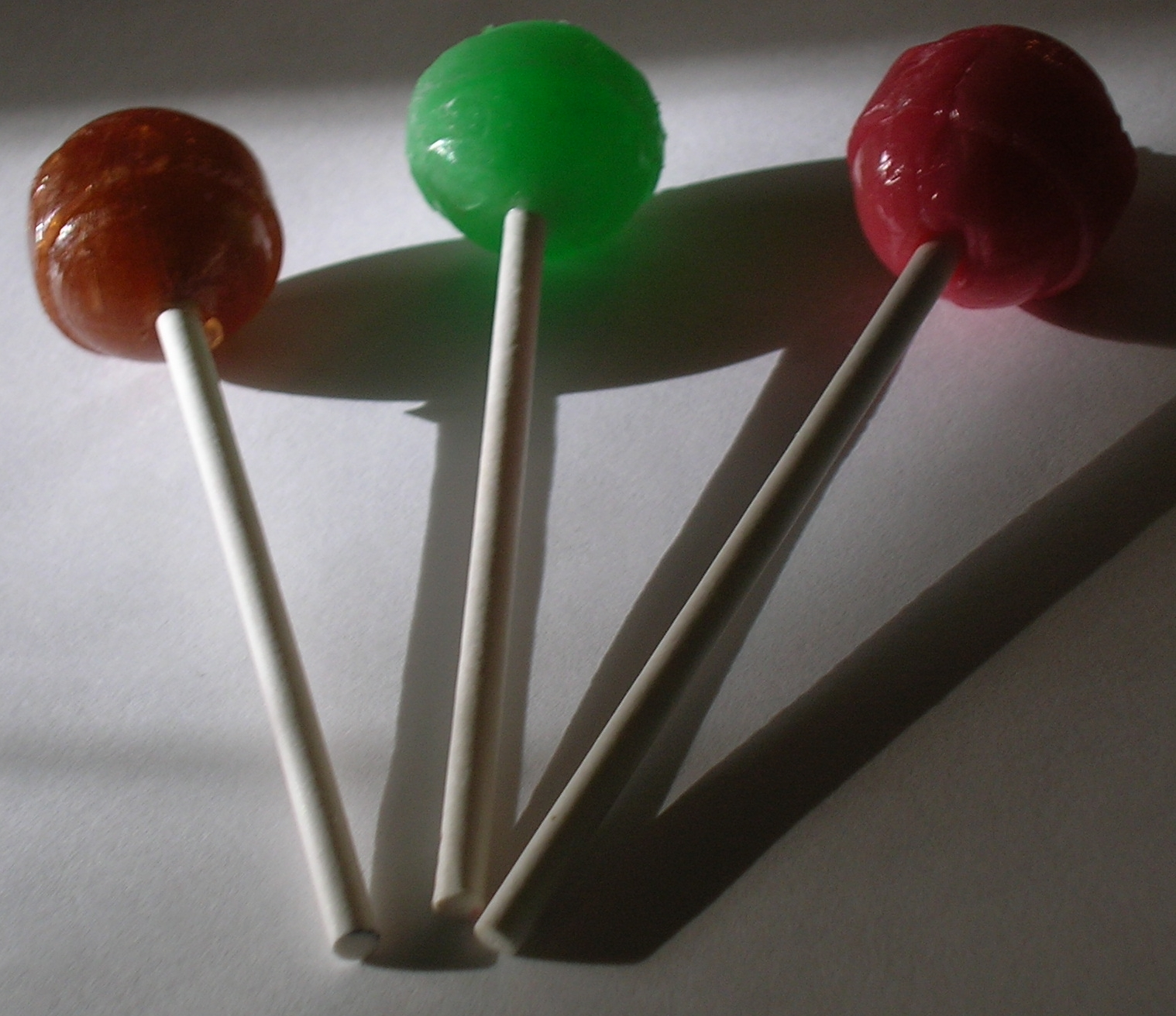
棒棒糖

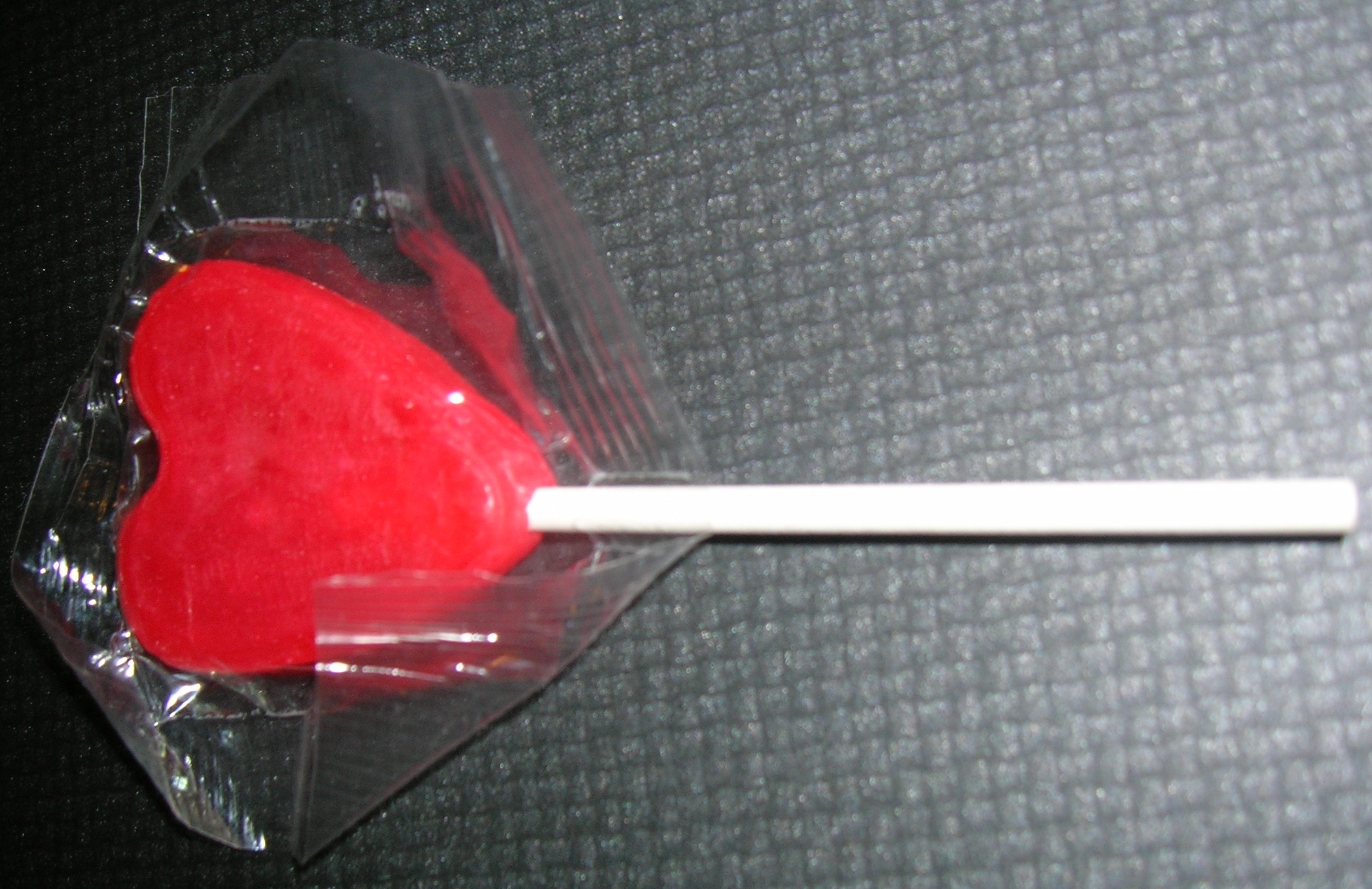
心形的棒棒糖

棒棒糖是由西班牙糖果商珍宝珠创始人恩里克·伯納特所发明的，在糖果中插入小棍使糖果可以手持。
棒棒糖是儿童最喜欢的一种糖果，世界各级的糖果厂家都有生产，除了普通的硬糖制成的棒棒糖，现在有了各种各样的形式，比如棉花糖棒棒糖可以做成更复杂的卡通造型，有的棒棒糖的小棍还带有哨子、发光或骨传导播音的功能。

## 波板
在粤语地区，面积大的棒棒糖被称为“波板糖”。“波”是粤语音译英语 ，即“球”。“波板”即“球拍”，指糖形似球拍。在一些非粤语地区受此影响这个词也有时被使用。